# Beuvardes
Beuvardes est une commune française située dans le département de l'Aisne en région Hauts-de-France.

## Géographie

### Localisation

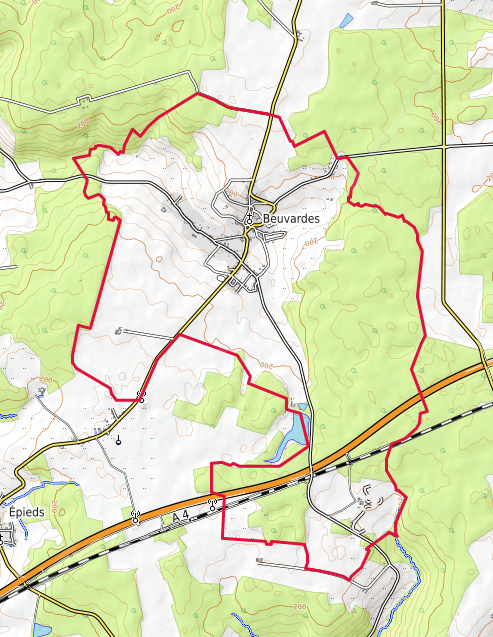
Carte topographique de la commune.

Beuvardes est un village périurbain du Tardenois dans l'Aisne, desservi par l'ancienne route nationale 367 (actuelle RD 967)  qui le relie à Château-Thierry, situé à 12 km à vol d'oiseau au sud-ouest du village. Villers-Cotterêts est à 31 km au nord-ouest, Soissons à 29 km plus au nord, Reims à 41 kmau nord-est et Épernay à 36 km à l'est.
Le sud du territoire communal est traversé par l'Autoroute A4 (France) et la LGV Est européenne

### Communes limitrophes
Les communes limitrophes sont  Chartèves, Coincy, Fère-en-Tardenois, Le Charmel, Villeneuve-sur-Fère et Épieds.

### Hydrographie
La commune est située dans le bassin Seine-Normandie. Elle est drainée par le ru du pont foirier, le cours d'eau 01 de la commune de Beuvardes, le fossé 01 de Pimart, le fossé 01 du Bochet de la Vrelle, le ru de Dolly et le ru de la Terre Cagée,,.

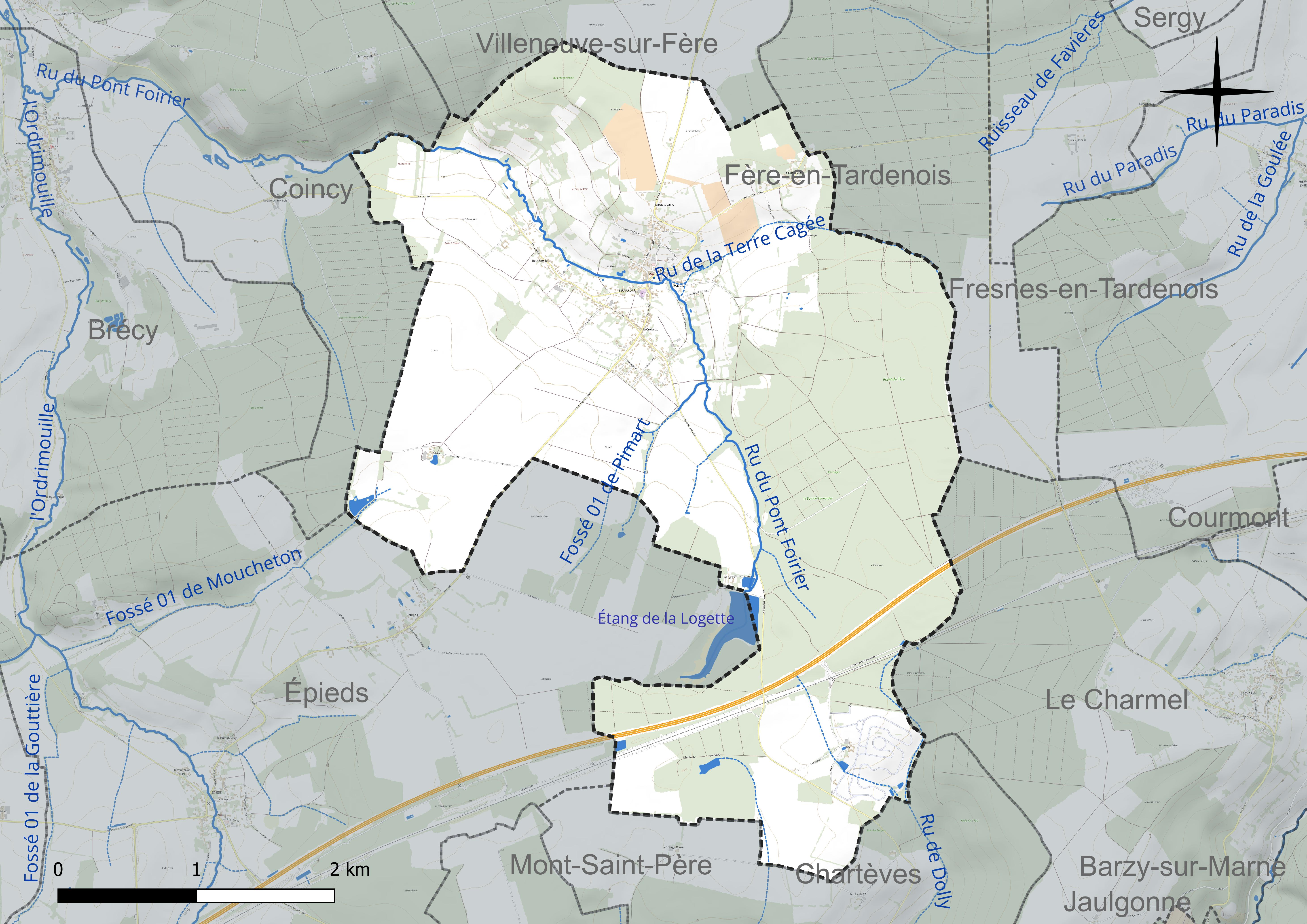
Réseau hydrographique de Beuvardes.

Deux plans d'eau complètent le réseau hydrographique : le plan d'eau 1 de la commune de Beuvardes (1,3 ha) et l'étang de la Logette, d'une superficie totale de 10,1 ha (1,4 ha sur la commune),.

### Climat
Pour des articles plus généraux, voir Climat des Hauts-de-France et Climat de l'Aisne.
En 2010, le climat de la commune est de type climat océanique dégradé des plaines du Centre et du Nord, selon une étude du CNRS s'appuyant sur une série de données couvrant la période 1971-2000. En 2020, Météo-France publie une typologie des climats de la France métropolitaine dans laquelle la commune est exposée à un climat océanique altéré et est dans la région climatique Nord-est du bassin Parisien, caractérisée par un ensoleillement médiocre, une pluviométrie moyenne régulièrement répartie au cours de l'année et un hiver froid (3 °C).
Pour la période 1971-2000, la température annuelle moyenne est de 10,2 °C, avec  une amplitude thermique annuelle de 15,3 °C. Le cumul annuel moyen de précipitations est de 775 mm, avec 12,4 jours de précipitations en janvier et 8,5 jours en juillet. Pour la période 1991-2020 la température moyenne annuelle observée sur la station météorologique la plus proche, située sur la commune de Blesmes à 12 km à vol d'oiseau, est de 10,6 °C et le cumul annuel moyen de précipitations est de 713,0 mm,. Pour l'avenir, les paramètres climatiques de la commune estimés pour 2050 selon différents scénarios d'émission de gaz à effet de serre sont consultables sur un site dédié publié par Météo-France en novembre 2022.

## Urbanisme

### Typologie
Au 1er janvier 2024, Beuvardes est catégorisée commune rurale à habitat dispersé, selon la nouvelle grille communale de densité à 7 niveaux définie par l'Insee en 2022.
Elle est située hors unité urbaine. Par ailleurs la commune fait partie de l'aire d'attraction de Château-Thierry, dont elle est une commune de la couronne,. Cette aire, qui regroupe 52 communes, est catégorisée dans les aires de moins de 50 000 habitants,.

### Occupation des sols

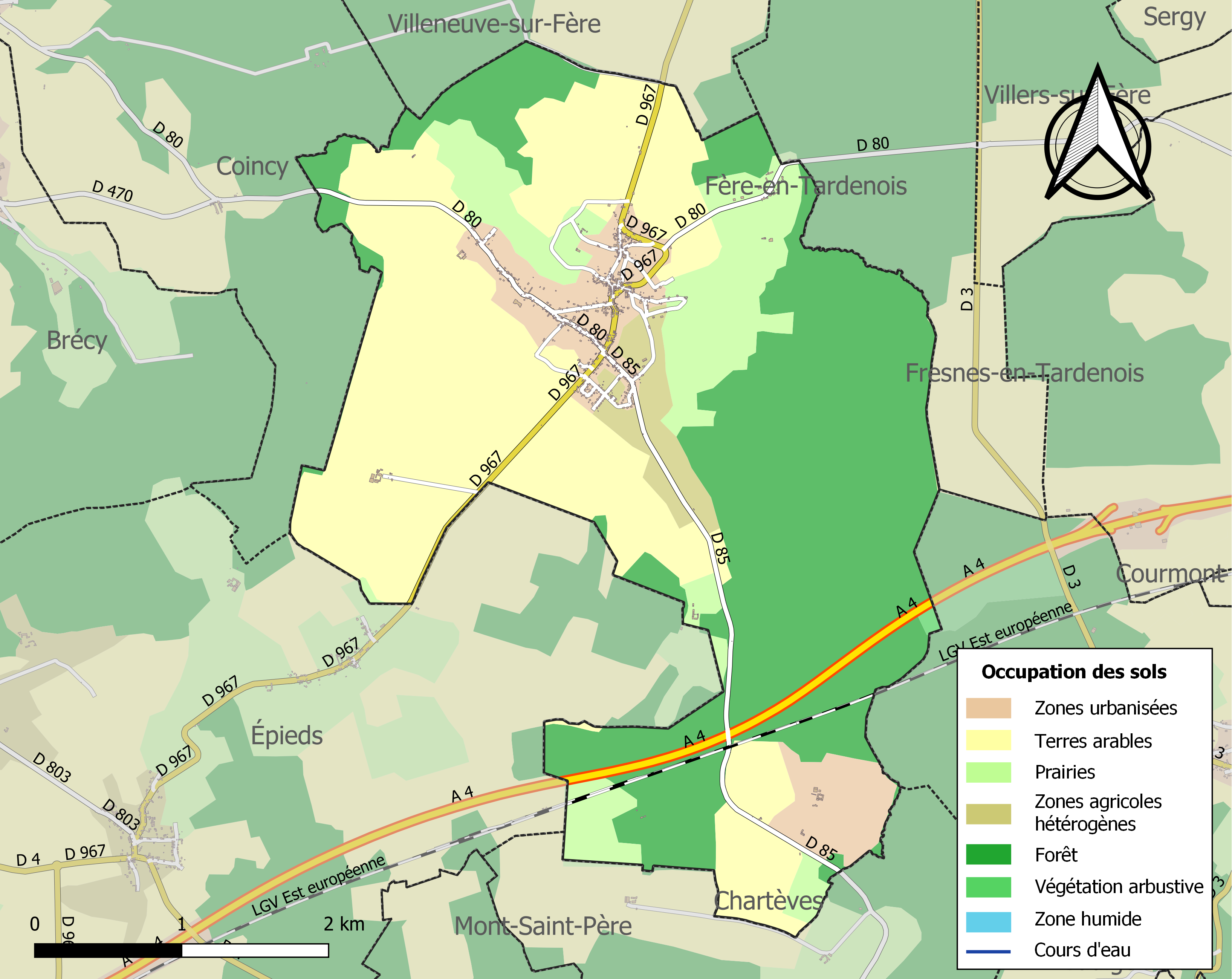
Carte des infrastructures et de l'occupation des sols de la commune en 2018 (CLC).

L'occupation des sols de la commune, telle qu'elle ressort de la base de données européenne d'occupation biophysique des sols Corine Land Cover (CLC), est marquée par l'importance des territoires agricoles (51,5 % en 2018), en diminution par rapport à 1990 (54,7 %). La répartition détaillée en 2018 est la suivante : 
forêts (39,8 %), terres arables (36,6 %), prairies (11,8 %), zones urbanisées (5,6 %), zones agricoles hétérogènes (3,1 %), espaces verts artificialisés, non agricoles (2,9 %), milieux à végétation arbustive et/ou herbacée (0,1 %).
L'évolution de l'occupation des sols de la commune et de ses infrastructures peut être observée sur les différentes représentations cartographiques du territoire : la carte de Cassini (XVIIIe siècle), la carte d'état-major (1820-1866) et les cartes ou photos aériennes de l'IGN pour la période actuelle (1950 à aujourd'hui).

### Habitat et logement
En 2018, le nombre total de logements dans la commune était de 360, alors qu'il était de 334 en 2013 et de 326 en 2008.
Parmi ces logements, 84,2 % étaient des résidences principales, 11,1 % des résidences secondaires et 4,7 % des logements vacants. Ces logements étaient pour 96,4 % d'entre eux des maisons individuelles et pour 2,5 % des appartements.
Le tableau ci-dessous présente la typologie des logements à Beuvardes en 2018 en comparaison avec celle de l'Aisne et de la France entière. Une caractéristique marquante du parc de logements est ainsi une proportion de résidences secondaires et logements occasionnels (11,1 %) supérieure à celle du département (3,5 %) et à celle de la France entière (9,7 %). Concernant le statut d'occupation de ces logements, 84,8 % des habitants de la commune sont propriétaires de leur logement (87,2 % en 2013), contre 61,6 % pour l'Aisne et 57,5 % pour la France entière.
| Typologie                                               | Beuvardes | Aisne | France entière |
| ------------------------------------------------------- | --------- | ----- | -------------- |
| Résidences principales (en %)                           | 84,2      | 86,7  | 82,1           |
| Résidences secondaires et logements occasionnels (en %) | 11,1      | 3,5   | 9,7            |
| Logements vacants (en %)                                | 4,7       | 9,8   | 8,2            |

## Toponymie
Le nom de la localité est attesté sous les formes Beuvarda (1223) ; Buverde (1464) ; Beuvarde (1509) ; Buvarda, Beuverde (1573) ; Buvarde (1580) ; Buvardes (1710).
Beuvardes, à son origine, n'était composé que de Beuves ou Boves isolées, établies çà et là sur les vastes pâtis dont se composait le territoire. Dans les guerres du IXe siècle, ces Beuves furent brûlées, « ardées », comme on disait alors, et de là le nom de « Beuve ardée », Beuvardes,.
Beuvardelle, hameau de la commune, est à l'origine une petite Beuve (ferme).

## Histoire

### Ancien Régime
Avant la Révolution française, Beuvardes possédait une fondation de 300 livres de rentes pour ses pauvres. 
Circonscriptions d'Ancien Régime
La paroisse relevait de l'intendance de Soissons, des bailliage et élection de Château-Thierry, ainsi que du diocèse de Soissons.

### Époque contemporaine
Durant la Première Guerre mondiale, le village subit des destructions et a  été décoré de la Croix de guerre 1914-1918, le 22 octobre 1920.

## Politique et administration

### Rattachements administratifs et électoraux

#### Rattachements administratifs
La commune se trouve depuis 1942 dans l'arrondissement de Château-Thierry du département de l'Aisne.
Elle faisait partie depuis 1801 du canton de Fère-en-Tardenois. Dans le cadre du redécoupage cantonal de 2014 en France, cette circonscription administrative territoriale a disparu, et le canton n'est plus qu'une circonscription électorale.

#### Rattachements électoraux
Pour les élections départementales, la commune fait partie depuis 2014 d'un nouveau  canton de Fère-en-Tardenois porté de 23 à 84 communes.
Pour l'élection des députés, elle fait partie de la cinquième circonscription de l'Aisnedepuis le dernier découpage électoral de 2010.

### Intercommunalité
Beuvardes était membre de la communauté de communes du Tardenois, un établissement public de coopération intercommunale (EPCI) à fiscalité propre créé en 2001 et auquel la commune avait transféré un certain nombre de ses compétences, dans les conditions déterminées par le code général des collectivités territoriales.
Dans le cadre des dispositions de la loi portant nouvelle organisation territoriale de la République du 7 août 2015, qui prévoit que les établissements publics de coopération intercommunale (EPCI) à fiscalité propre doivent avoir un minimum de 15 000 habitants, cette intercommunalité a fusionné avec sa voisine pour former, le 1er janvier 2017, la communauté d'agglomération de la Région de Château-Thierry dont est désormais membre la commune.

### Liste des maires
| Période                                  | Période                         | Identité          | Étiquette  | Qualité                                            |
| ---------------------------------------- | ------------------------------- | ----------------- | ---------- | -------------------------------------------------- |
| Les données manquantes sont à compléter. |                                 |                   |            |                                                    |
|                                          |                                 |                   |            |                                                    |
| 1820                                     |                                 | M. Deligny        |            |                                                    |
|                                          |                                 |                   |            |                                                    |
| 1900                                     |                                 | M. Leopolard      |            |                                                    |
|                                          |                                 |                   |            |                                                    |
| 1945                                     | 1979                            | Octave Gébert     | Socialiste | Conseiller général                                 |
| 1979                                     | mars 1989                       | Yolande Dubois,   | SE         | Institutrice et professeure d'anglais, résistante. |
| 1989                                     | novembre 1995 [réf. nécessaire] | Fernand Richard   | SE         | Directeur commercial ancien combattant             |
|                                          |                                 |                   |            |                                                    |
| 2001                                     | 2008                            | Luc Dussaussoy    |            | Agriculteur                                        |
| mars 2008                                | juillet 2020                    | Lucien Jérome     | DVD        | Professeur                                         |
| juillet 2020                             | En cours (au 6 juin 2023)       | Catherine Richard |            | Professeur ou profession scientifique              |

## Démographie
L'évolution du nombre d'habitants est connue à travers les recensements de la population effectués dans la commune depuis 1793. Pour les communes de moins de 10 000 habitants, une enquête de recensement portant sur toute la population est réalisée tous les cinq ans, les populations de référence des années intermédiaires étant quant à elles estimées par interpolation ou extrapolation. Pour la commune, le premier recensement exhaustif entrant dans le cadre du nouveau dispositif a été réalisé en 2007.

En 2022, la commune comptait 741 habitants, en évolution de +0,27 % par rapport à 2016 (Aisne : −1,97 %, France hors Mayotte : +2,11 %).
| 1793 | 1800 | 1806 | 1821 | 1831 | 1836 | 1841  | 1846  | 1851  |
| ---- | ---- | ---- | ---- | ---- | ---- | ----- | ----- | ----- |
| 680  | 714  | 668  | 847  | 955  | 983  | 1 005 | 1 030 | 1 017 |

| 1856 | 1861 | 1866 | 1872 | 1876 | 1881 | 1886 | 1891 | 1896 |
| ---- | ---- | ---- | ---- | ---- | ---- | ---- | ---- | ---- |
| 939  | 941  | 913  | 842  | 849  | 800  | 759  | 807  | 763  |

| 1901 | 1906 | 1911 | 1921 | 1926 | 1931 | 1936 | 1946 | 1954 |
| ---- | ---- | ---- | ---- | ---- | ---- | ---- | ---- | ---- |
| 714  | 660  | 659  | 622  | 580  | 547  | 566  | 524  | 469  |

| 1962 | 1968 | 1975 | 1982 | 1990 | 1999 | 2006 | 2007 | 2012 |
| ---- | ---- | ---- | ---- | ---- | ---- | ---- | ---- | ---- |
| 477  | 458  | 479  | 544  | 642  | 640  | 701  | 709  | 722  |

| 2017 | 2022 | - | - | - | - | - | - | - |
| ---- | ---- | - | - | - | - | - | - | - |
| 749  | 741  | - | - | - | - | - | - | - |

## Culture locale et patrimoine

### Lieux et monuments

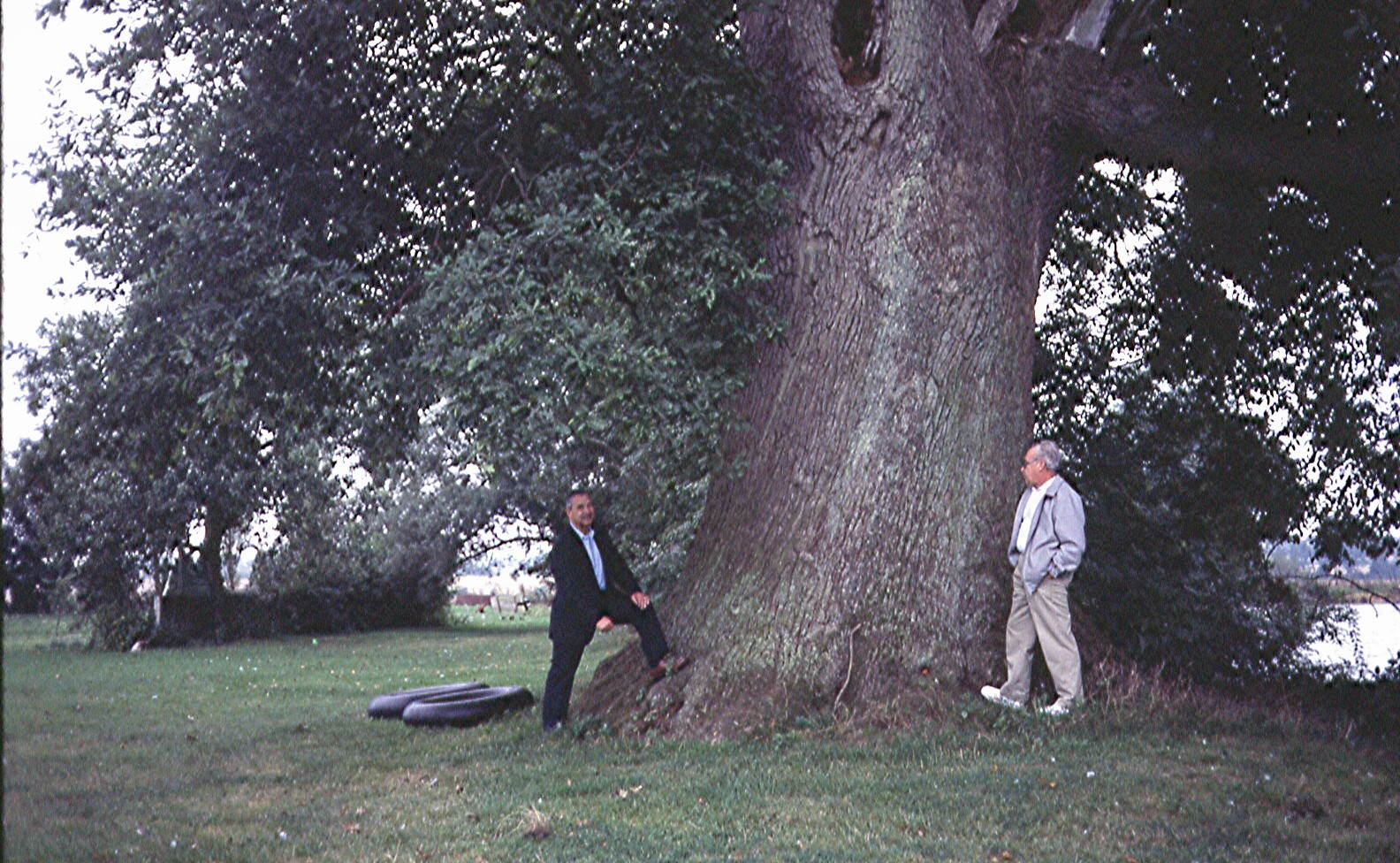
Le chêne d'Artois dans les années 1980.

- Église Saint-Martin[36].
- À la ferme d'Artois se trouve un des arbres remarquables, un chêne de 700 ans.
- Fontaine avec la statue de saint Martin.
- Lavoirs[37].
- Circuit des Écuyers, dédié aux sports mécaniques auto et moto[38],[39]. Cette piste vallonnée (parfois appelée « Circuit de Château-Thierry ») n'accueille pas de compétition.

### Personnalités liées à la commune
- Prudent Prudent-Dervillers (1849-1896), maître tailleur, communard, ancien député, fondateurs du Parti ouvrier y est né[40],[41].

## Pour approfondir